# Abelharuco-de-cabeça-azul
O abelharuco-de-cabeça-azul (Merops muelleri)  é uma espécie de ave da família Meropidae.
Pode ser encontrada nos seguintes países: Camarões, República Centro-Africana, República do Congo, República Democrática do Congo, Costa do Marfim, Guiné Equatorial, Gabão, Gana, Guiné, Quénia, Libéria, Nigéria e Serra Leoa.